# Ушаково (Московская область)
Ушаково — деревня в Лотошинском районе Московской области России.
Относится к Ошейкинскому сельскому поселению, до реформы 2006 года относилась к Ушаковскому сельскому округу. По данным Всероссийской переписи 2010 года численность постоянного населения деревни составила 1139 человек (542 мужчины, 597 женщин).

## География
Расположена на правом берегу реки Лоби, примерно в 4 км к югу от районного центра — посёлка городского типа Лотошино, на автодороге Р107 Клин — Лотошино. В деревне есть средняя общеобразовательная школа, располагается администрация сельского поселения. Ближайшие населённые пункты — деревни Мамоново, Григорово и Курвино.

## Исторические сведения
До 19 марта 1919 года входила в состав Кульпинской волости Волоколамского уезда Московской губернии, после чего была включена в состав Лотошинской волости.
По сведениям 1859 года Ушаково — владельческая деревня по правую сторону Зубцовского тракта, при реке Лоби, в 20 верстах от уездного города, с 12 дворами и 97 жителями (49 мужчин, 48 женщин).
По данным на 1890 год в деревне проживало 48 душ мужского пола, по материалам Всесоюзной переписи населения 1926 года — 194 человека, насчитывалось 42 хозяйства, имелась школа, располагался сельсовет.
В деревне находится братская могила советских воинов, погибших в годы Великой Отечественной войны 1941—1945 гг.

## Население
| 1852 | 1859 | 1926 | 2002  | 2006  | 2010  |
| ---- | ---- | ---- | ----- | ----- | ----- |
| 116  | ↘97  | ↗194 | ↗1053 | ↗1100 | ↗1139 |